# からくり時計とタングの街
『からくり時計とタングの街』（からくりどけいとタングのまち）は、eddaの通算1作目のスタジオ・アルバム。2018年11月7日にColourful Recordsから発売された。

## 概要
アルバム作品としては5月23日に発売されたEP『ねごとの森のキマイラ』以来約6ヶ月ぶりで、本作はedda初のフル・アルバムとなる。
本作のタイトル「からくり時計とタングの街」は、eddaがこれまでに発売された1stミニアルバム『さんかく扉のむこうがわ』、1stEP『ねごとの森のキマイラ』を通して辿り着いた街をイメージして付けられている。アルバムの世界観について、「eddaという人物が“さんかく扉”という架空の扉を開けて、その向こう側にある世界で物語を集めて（さんかく扉のむこうがわ）、ねごとの森（ねごとの森のキマイラ）の抜けた先にからくり時計とタングの街がある。」と説明している。なお、タイトルの「タング」は、eddaが大切にしているテディベアの名前。
制作は2ndシングル『フラワーステップ』のリリースからまもなくして開始され、キャンペーン活動やイベント出演などの合間を縫ってレコーディング等を行なった。このことについてeddaは「タイトなスケジュールで、周りはみんなピリピリしていた。ストック曲がたくさんあって良かった。」と語っている。
「CD+DVD」の初回盤と「CDのみ」の通常盤の2形態での発売。
- CDには、シングルとして発売された「チクタク」と「フラワーステップ」、テレビ東京系ドラマ24『忘却のサチコ』エンディングテーマである「ループ」を含む全12曲を収録。収録曲のうち「トントン」「リンドン」「宇宙ロケット」は、本作の核となっている[6]。初回盤のみに付属している
- 初回盤に付属のDVDには、「ループ」のミュージック・ビデオと『edda Studio Live @森の家』からのライブ映像4曲が収録されている[7]。

## 収録内容
| #         | タイトル             | 作詞               | 作曲               | 編曲         | 時間  |
| --------- | -------------------- | ------------------ | ------------------ | ------------ | ----- |
| 1.        | 「からくり時計」     |                    | edda・detune.      | detune.      | 0:36  |
| 2.        | 「フラワーステップ」 | edda               | edda               | 湯浅篤       | 3:42  |
| 3.        | 「ループ」           | edda               | edda               | 湯浅篤       | 2:58  |
| 4.        | 「エメラルド」       | edda               | edda               | Sasanomaly   | 4:05  |
| 5.        | 「トントン」         | edda・ミワコウダイ | ミワコウダイ       | ミワコウダイ | 3:26  |
| 6.        | 「リンドン」         | edda・ミワコウダイ | edda・ミワコウダイ | ミワコウダイ | 3:13  |
| 7.        | 「星のない空」       | edda・ミワコウダイ | ミワコウダイ       | detune.      | 4:31  |
| 8.        | 「宇宙ロケット」     | edda               | edda・ミワコウダイ | ミワコウダイ | 3:43  |
| 9.        | 「チクタク」         | edda・ミワコウダイ | edda・ミワコウダイ | ミワコウダイ | 3:00  |
| 10.       | 「カイバノネイロ」   | edda               | edda               | 湯浅篤       | 2:54  |
| 11.       | 「merry」            | edda               | ビッケブランカ     | 湯浅篤       | 3:42  |
| 12.       | 「導きの詩」         | edda               | edda・ミワコウダイ | detune.      | 2:12  |
| 合計時間: | 合計時間:            | 合計時間:          | 合計時間:          | 合計時間:    | 38:02 |

| #  | タイトル                                                 | 作詞 | 作曲・編曲 | 監督     |
| -- | -------------------------------------------------------- | ---- | ---------- | -------- |
| 1. | 「ループ」(Music Video)                                  |      |            | 田中宏大 |
| 2. | 「グールックとキオクのノロイ」(edda Studio Live @森の家) |      |            |          |
| 3. | 「導きの詩」(edda Studio Live @森の家)                   |      |            |          |
| 4. | 「リピート」(edda Studio Live @森の家)                   |      |            |          |
| 5. | 「星のない空」(edda Studio Live @森の家)                 |      |            |          |

## 曲の解説
シングル曲の詳細については、各項目を参照。
1. からくり時計
インストゥルメンタル。eddaはかねてよりアルバムの1曲目をインストゥルメンタルにすることを考えており、eddaが敬愛するdetune.に編曲を依頼する形で実現した[5]。
2. フラワーステップ
2ndシングル。日本テレビ系木曜ドラマF『探偵が早すぎる』主題歌。
3. ループ
本作の表題曲[8]。
テレビ東京系ドラマ24『忘却のサチコ』エンディングテーマで、同作のスペシャルドラマの主題歌「リピート」のアンサーソングとなっており[9]。本作のコード進行は「ループ」と同じで、本作のDメロと歌詞は「リピート」のBメロと共通している[10]。
本作の歌詞は、「リピート」のロボットが読んでいた物語の主人公の「物語のあらすじに逆らって自由な発言をすることは許されず、物語から逃げたとしても自由がなく、進み続けるにはあらすじに従うしかない」という葛藤を描いている[8]。
ミュージック・ビデオの監督は田中宏大が務めたもので、上述の葛藤を操り人形で表現している[8]。ミュージック・ビデオにはドールモデルの橋本ルルが出演[10]。
4. エラメルド
5. トントン
カントリー調の軽快な曲調の楽曲で、歌詞は死刑台を作る職人の息子の心情を歌っている[4][6]。
6. リンドン
毎年クリスマスになると忙しくなる父親（サンタクロース）をもつ息子の友達を心配した主人公が、クリスマスを潰すことを企てるという内容の楽曲。eddaは「一応はクリスマスソング」とコメントしている[6]。
なお、前曲と本作でタイトルが似ていることについて、eddaは「私がタイトルを付けるのが苦手で、仮タイトルをそのまま使ったからたまたま」とコメントしている[8]。
7. 星のない空
本作で最も古い楽曲で、本作より4〜5年前に制作された初のオリジナル曲[5]。ミワコウダイが書いた楽曲に対し、eddaが歌詞をつける形でできており、eddaは「ミワさんと作った曲は、一字一句変えたくないくらいの完成度」とコメントしている[8]。
8. 宇宙ロケット
1stEP『ねごとの森のキマイラ』に収録の「グールックとキオクのノロイ」と別視点の曲で、「グールックとキオクのノロイ」よりも先にできている。本作は、月の住人と仲良くなった地球人側を描いている[10][8]。
本作で表現されるロケットはスペースシャトルではなく、クレイアニメーション『ウォレスとグルミット チーズ・ホリデー』に登場する窓が1つあり、大きなボルトがむき出しになっているロケットとなっている。曲中では多数の効果音が使用されている[10]。
9. チクタク
メジャーデビューシングル。日本テレビ系アニメ『Infini-T Force』エンディングテーマ。
10. カイバノネイロ
『忘却のサチコ』のエンディング用に書かれた楽曲[11]。
11. merry
ウェディングドレスブランド『b.b.duo』TVCMソング[12]で、CMの制作サイドから「幸せなラブソング」をリクエストされて書かれた[10]。
アルバムタイトルに登場しているタングのことを歌ったもので、「死んだ自分が生まれ変わった時に、独りぼっちになったタングが生まれ変わろうとしても心臓を持っていない。そこで月に行って心臓を持ち帰ってくる」というストーリーになっている[4][10]。
「merry bad end?」というフレーズは、歌詞カードでは「merry xxx bad?」と表記されている。これは、「歌詞カードで"bad"というワードを書きたくない」というeddaの意図[13]とタイアップ先に対する配慮によるもの[5]。
曲中には、「ちょっと可愛いらしいアレンジにしたいからトイ系の楽器を入れてほしい。」というeddaの要望にアレンジャーが応えた形で、アヒルのおもちゃの音をサンプリングした音が入っている[13]。
2019年12月4日に作曲を手がけたビッケブランカが、本作の歌詞違いセルフカバー曲「白熊」を発表した[14][15]。
12. 導きの詩
曲名は「みちびきのうた」と読む[16]。
楽曲の一部を切り取った形で、1曲目「からくり時計」が制作されている[5]。

## パーソネル
- edda：ボーカル
- 弓木英梨乃：ギター（＃2）
- 須藤優：ベース（＃2,3,11）
- 堀正輝：ドラムス（＃2,3,11）
- itoken：パーカッション（＃1,12）、ドラムス（＃7）
- 平田彬倫：ピアノ（＃2）
- 室屋光一郎：第1ヴァイオリン（＃2）
- 上里はな子：第2ヴァイオリン（＃2）
- 岡さおり：ヴィオラ（＃2）
- 結城貴弘：チェロ（＃2）
- 松井敬治：チェロ（＃12）
- detune.：その他音源（＃1,7,12）
- 湯浅篤：プログラミング（＃2）、その他音源（＃3）、全演奏（＃10,11）
- Sasanomaly：全演奏（＃4）
- ミワコウダイ：全演奏（＃5,6,8,9）